# Force montante congolaise (FMC)
Pour les articles homonymes, voir FMC.
La Force montante congolaise (FMC) est l'union catégorielle de la jeunesse du Parti congolais du travail (PCT). Elle regroupe les jeunes militants âgés de 15 à 35 ans.

## Histoire
La Force montante congolaise (FMC) est créée lors du premier congrès ordinaire du 24 au 26 mai 2013 à Brazzaville, succédant à l’Union de la jeunesse socialiste congolaise (UJSC) et au Comité d’action pour la défense de la démocratie-mouvement de jeunesse (CADD-MJ). Elle s’inscrit dans la continuité des mouvements de jeunesse du PCT, avec pour mission de relayer l’idéologie et les objectifs du parti auprès des jeunes générations’.

## Organisation et missions

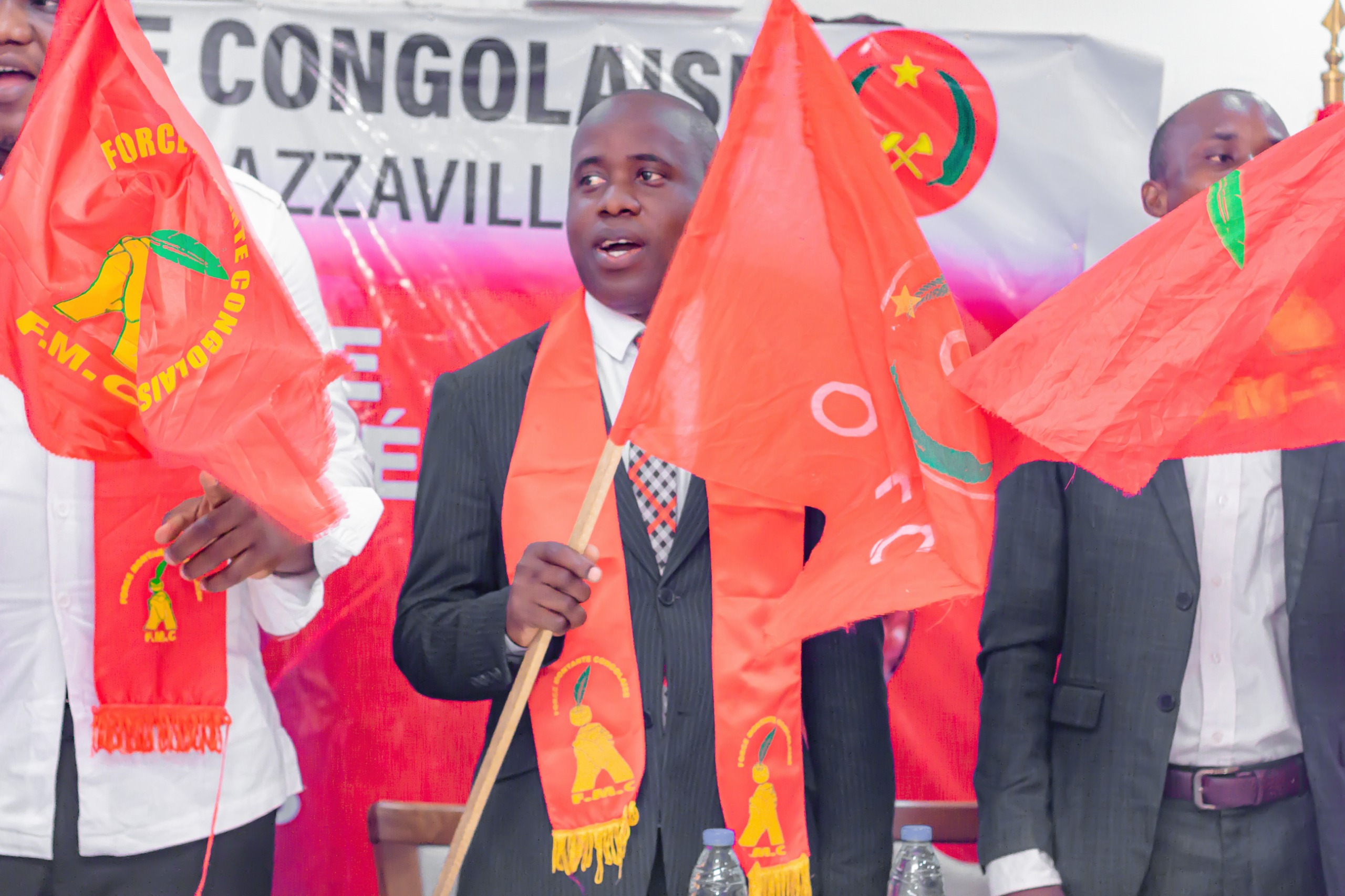
FMC jeunesse de PCT

La Force montante congolaise est structurée en union catégorielle, au même titre que l’Organisation des femmes du Congo (OFC), conformément aux recommandations du 5e congrès ordinaire du PCT de décembre 2019. Elle possède un comité central, un secrétariat permanent et une commission nationale de contrôle et d’évaluation, ainsi que des instances locales dans les différents départements du pays.
Ses principales missions sont :
- La formation politique et citoyenne des jeunes membres ;

- La promotion des valeurs de paix, d’unité et de développement ;

- L’organisation de campagnes d’adhésion, d’ateliers, de rassemblements et d’actions citoyennes, notamment dans le cadre de l’opération « Villes Propres » ;

- La mobilisation de la jeunesse lors des échéances électorales et la participation active à la vie politique nationale.

## Actualité et actions
La FMC organise régulièrement des campagnes d’adhésion, des rassemblements politiques et des activités de sensibilisation sur le terrain, notamment dans les quartiers populaires de Brazzaville et Pointe-Noire. Elle s’implique également dans la promotion de la bonne gouvernance, du développement durable, de la citoyenneté, de la culture de la paix et de la défense des droits des jeunes, en particulier des filles et des jeunes femmes.
En mai 2013, Juste Bernardin Gavet  est désigné premier secrétaire de la Force montante congolaise (FMC), le nouveau mouvement de jeunesse du Parti congolais du travail (PCT). Il est en effet investi d’une délicate mission : marcher dans les pas du parti présidentiel et de son secrétaire général, Pierre Ngolo, tout en mettant en place une approche plus concrète, pour faire de la politique autrement. Du 18 au 19 décembre à Brazzaville se tient la session inaugurale de la Force montante congolaise (FMC), sous la houlette du secrétaire général du Parti congolais du travail (PCT), Pierre Ngolo.
En octobre 2020, Vadim Mvouba est élu premier secrétaire de la FMC lors d’un congrès extraordinaire, succédant à Juste Bernardin Gavet. La FMC est un relais important pour la vulgarisation de l’idéologie du PCT auprès de la jeunesse et joue un rôle clé dans la mobilisation politique en faveur du parti et de ses candidats, notamment lors des élections présidentielles.